# New Westminster
New Westminster es una ciudad situada en el distrito regional de Metro Vancouver, en la provincia canadiense de Columbia Británica. Tiene una población estimada, a mediados de 2022, de 85 708 habitantes.

## Historia
A pesar de ser hoy un suburbio de Vancouver, New Westminster alguna vez la eclipsó en importancia. Fundada por los británicos en 1858 como capital de la nueva colonia de Columbia Británica, fue la primera ciudad de la zona. El nombre le fue adjudicado por la reina Victoria.
El 19 de noviembre de 1866 se unieron las colonias de Columbia Británica y la isla de Vancouver, y el nombre de Columbia Británica se aplicó a todo el territorio. La capital fue trasladada en 1868 desde New Westminster hasta Victoria.